# Ryan House and Lost Horse Well
Ryan House and Lost Horse Well est un district historique américain dans le comté de Riverside, en Californie. Il comprend les ruines d'une maison et d'un puits à eau. Protégé au sein du parc national de Joshua Tree, il est inscrit au Registre national des lieux historiques depuis le 5 juin 1975.